# Spécification technique de besoin
Spécification technique de besoin (STB) est une expression consacrée dans l'industrie pour indiquer le besoin d'une entreprise, exprimé suivant des critères techniques. La spécification technique vient de manière générale après l'expression fonctionnelle du besoin.
De manière générale, ce type de besoin est retranscrit dans un document qui réunit l'ensemble des spécifications techniques. Il permet ensuite de consulter des fournisseurs lors d'une phase de consultation d'entreprises.

## Exemples

### Dans le domaine du BTP
Dans le cas d'un écoulement d'eau par exemple :
- un besoin fonctionnel serait : disposer du matériel permettant de remplir une cuve de 1 000 litres en moins de 5 minutes
- pour lequel une STB pourrait être : amener l'eau par un tuyau PVC de diamètre nominal (DN) 50 mm, et avec un robinet à tête céramique permettant un débit de 12 m3/h.

### Dans le domaine informatique
Dans le cas d'une page d'un site web par exemple :
- un besoin fonctionnel serait : être rapide à charger
- pour lequel les STB pourraient être : la page utilisera les standards HTML, utilisera uniquement un texte et des images, ne dépassera pas la taille de 200 Ko et ne fera pas appel à des images ou icônes dont la taille totale dépasserait 40 Ko.